# Tony Cornect
Tony Cornect (né à  Cap Saint-Georges) à Terre-Neuve-et-Labrador au (Canada) est un homme politique franco-terreuvien (canadien français). Il est le député progressiste-conservateur de la circonscription de Port au Port de 2007 à 2015.
Tony Cornect est passionné par sa collectivité, sa culture et son patrimoine. Depuis de nombreuses années, il participe activement à la communauté bénévole et siège à une variété d’associations et d’organismes communautaires.
Cornect est maire adjoint et maire de la municipalité de Cap Saint-Georges [Quand ?] [réf. nécessaire].